# Eparchie Piana degli Albanesi
Die Eparchie Piana degli Albanesi (ital.: Eparchia di Piana degli Albanesi, alb.: Eparhia e Horës së Arbëreshëvet, lat.: Eparchia Planensis Albanensium) ist eine Eparchie, d. h. eine Diözese mit griechischem Ritus der römisch-katholischen Kirche in Sizilien. Sie ist eines der zwei italo-albanischen Bistümer in Italien. Die Eparchie gehört zu der Kirchenregion Sizilien, ist aber keiner Kirchenprovinz zugeordnet, sondern immediat, also direkt dem Heiligen Stuhl unterstellt.

## Allgemeines
Neben der Kathedrale San Demetrio gibt es in Piana degli Albanesi elf weitere Kirchen der Eparchie. Weitere Orte, die zu der Eparchie gehören, sind Contessa Entellina mit sechs Kirchen, Mezzojuso mit neun Kirchen, Palazzo Adriano mit acht Kirchen und Santa Cristina Gela mit einer Kirche.
Die Konkathedrale Santa Maria dell’Ammiraglio in Palermo, genannt La Martorana ist auch Sitz der Pfarrei San Nicolò dei Greci für alle in Palermo wohnenden Gläubigen mit byzantinischem Ritus.

## Geschichte

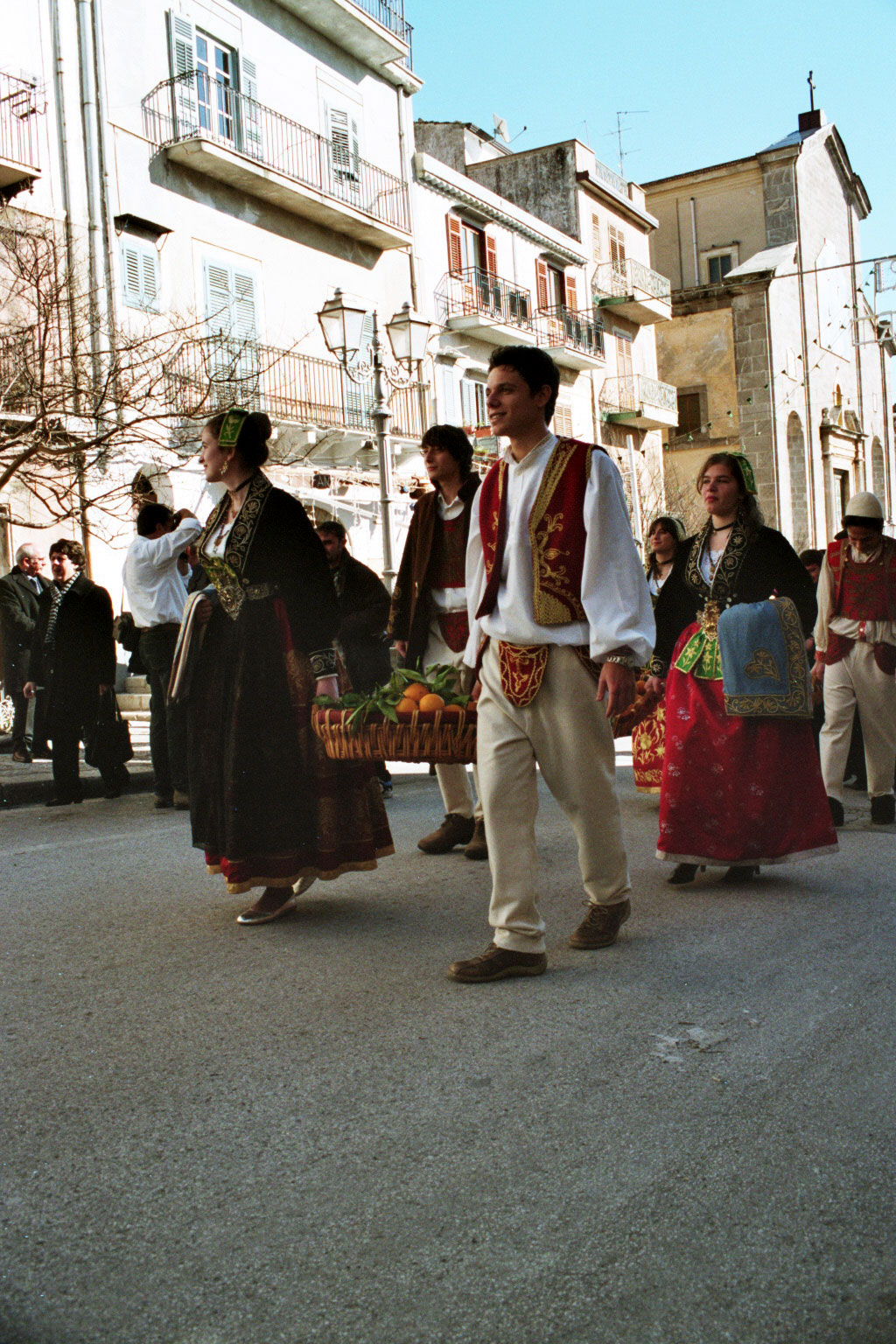
Epiphanieprozession 2007

Im 15. und 16. Jahrhundert flohen zahlreiche Albaner und Griechen vor den Türken nach Süditalien und Sizilien und gründeten dort neue Siedlungen. Dabei bewahrten sie den in der Ostkirche gebräuchlichen byzantinischen Ritus, der später auch vom Hl. Stuhl gefördert wurde. Sie unterhielten bis ins 17. Jahrhundert hinein enge Beziehungen zur halbautonomen christlichen Gemeinde von Himara in Albanien. Mehrfach wurden dorthin Missionspriester entsandt. 1734 gründete der albanische Priester Giorgio Guzzetta mit Unterstützung des Erzbischofs das greco-albanische Seminar in Palermo, wo fortan die meisten der Priester des byzantinischen Ritus ausgebildet wurden.
Bis ins 20. Jahrhundert unterstanden diese Gemeinden mit byzantinischem Ritus den jeweiligen römisch-katholischen Ortsbischöfen der lateinischen Diözesen. Nachdem 1917 in Süditalien bereits eine eigene Diözese („Eparchie“) für die Gemeinden mit byzantinischem Ritus errichtet worden war, die Eparchie Lungro, erfolgte am 26. Oktober 1937 auch die Errichtung der Eparchie Piana degli Albanesi für die italo-albanischen Gemeinden in Sizilien. Während der Eparchie anfangs nur die Gemeinden mit byzantinischem Ritus angehörten, wurden ihr 1960 auch die auf ihrem Territorium liegenden Pfarreien mit lateinischem Ritus angegliedert.
Die Eparchie Piana degli Albanesi ist zusammen mit der Eparchie Lungro und Santa Maria di Grottaferrata, einer Territorialabtei des byzantinischen Ritus in der Nähe von Rom, in einem Konferenzverband zusammengeschlossen, der italo-albanischen Kirche. Im Jahr 2004 hielten die drei Jurisdiktionsbezirke in der Basilika von Grottaferrata ihre zweite gemeinsame Synode ab, die erste hatte 1940 am selben Ort stattgefunden.

## Bischöfe

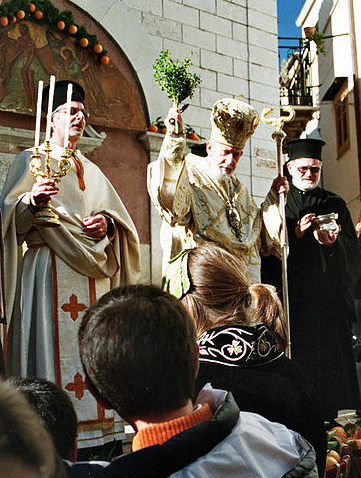
Bischof Sotir Ferrara bei der Liturgie der Epiphanie 2007

Von 1937 bis 1967 wurde die Eparchie Piana degli Albanesi durch einen Apostolischen Administrator geleitet. 1967 wurde Giuseppe Perniciaro, bis dahin Weihbischof von Piana degli Albanesi, zum ersten Eparchen ernannt.
Apostolische Administratoren:
- 1937–1946: Kardinal Luigi Lavitrano, Erzbischof von Palermo
- 1947–1967: Kardinal Ernesto Ruffini, Erzbischof von Palermo

Eparchen:
- 1967–1981: Giuseppe Perniciaro (seit 1938 Weihbischof)
- 1981–1987: Ercole Lupinacci (ab 1987 Bischof der Eparchie Lungro)
- 1988–2013: Sotìr Ferrara
  - 2013–2015: Paolo Kardinal Romeo (Apostolischer Administrator)
- 2015–2020: Giorgio Demetrio Gallaro, dann Sekretär der Kongregation für die orientalischen Kirchen
  - Sedisvakanz seit 25. Februar 2020